# Nederlandsche Cocaïnefabriek
La Nederlandsche Cocaïnefabriek (lett. "Fabbrica olandese di cocaina") fu un'azienda di Amsterdam che nel corso del XX secolo produsse a scopi medici cocaina, morfina, eroina ed efedrina.
Importava le materie prime soprattutto dalle Indie orientali olandesi e vendeva i prodotti finiti in tutta Europa, realizzando ottimi profitti, specialmente negli anni precedenti l'inizio della Prima guerra mondiale.

## Storia

### Fondazione e inizi

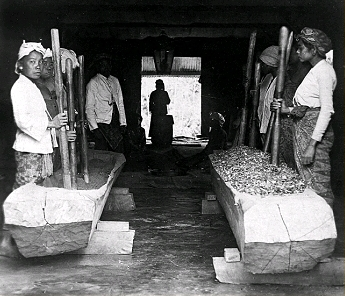
Manodopera giavanese che lavora foglie di coca

Nel 1875 furono trasferite dal Brasile all'Orto botanico di Bogor, a Giava, le prime piante di coca. Le foglie di coca venivano successivamente esportate soprattutto in Germania attraverso la Koloniale Bank di Amsterdam. Tra le 34 e le 81 tonnellate di foglie di coca all'anno dal 1892 al 1900 furono esportate in Europa. 
A causa della crescente domanda e dell'offerta costante, la Koloniale Bank decise di dar via alla produzione di cocaina ad Amsterdam e fondò di conseguenza la Nederlandsche Cocaïnefabriek il 12 marzo 1900. L'edificio scelto come prima sede fu progettato da Herman Hendrik Baanders e venne ampliato nel 1902; tuttavia nel 1909 l'intera produzione dovette trasferirsi in un altro edificio. 
La cocaina prodotta veniva venduta come farmaco per una serie di disturbi al petto e ai polmoni, ma era anche acquistata per essere utilizzata come stupefacente. L'azienda divenne così in breve tempo uno dei principali produttori di cocaina in tutto il continente europeo.

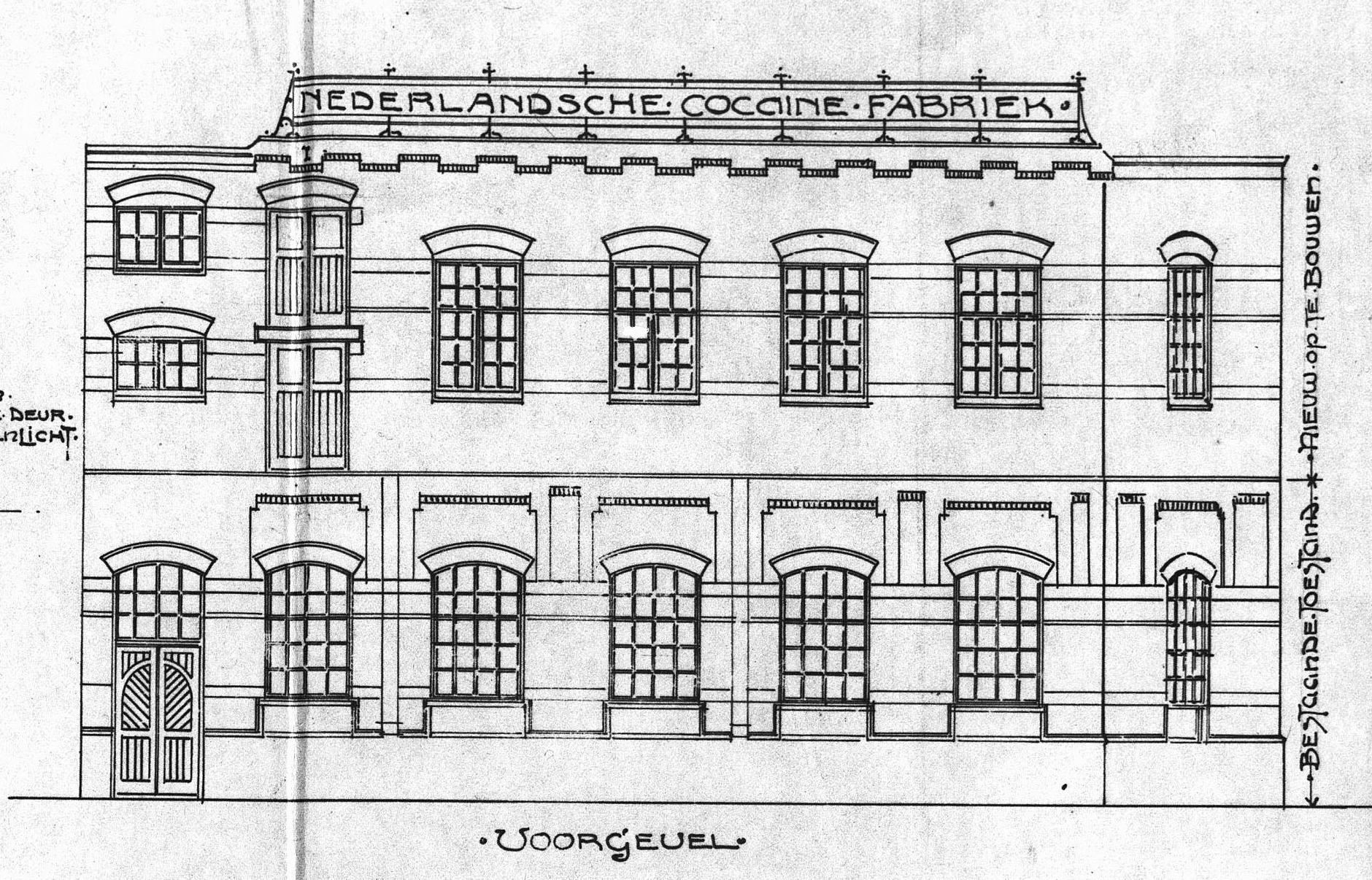
Progetto dell'architetto Baanders per l'ampliamento dell'edificio originario nel 1902

### Durante la Prima guerra mondiale
Nei primi anni di guerra l'azienda trasse profitto raggiungendo anche i clienti che prima erano serviti dalla tedesca Merck, azienda che fu colpita da diversi divieti di esportazione. Dei divieti sull'esportazione furono introdotti anche dal governo olandese: era infatti vietato vendere agli Stati belligeranti forniture mediche, tuttavia la Cocaïnefabriek ottenne un'esenzione e poté continuare ad esportare i suoi prodotti. L'azienda incominciò a vendere parte della cocaina all'inglese Burroughs Wellcome & Co che la utilizzava nel prodotto Forced March, che, secondo lo slogan pubblicitario dell'epoca, «Attenua la fame e prolunga la forza di resistenza».
La cocaina e l'oppio diventarono così prodotti facilmente reperibili per i soldati inglesi fino a quando non furono entrambi proibiti secondo il Defence of the Realm Act del 1916. Nel 1917 la guerra sottomarina indiscriminata impattò le importazioni d'oltremare, colpendo tra le altre, anche la Cocaïnefabriek. Secondo Bosman, aziende come Merck producevano in media 7 000 kg di cocaina all'anno nel periodo tra il 1910 e il 1914, mentre nel 1918 ne producevano soltanto 1 700. La Cocaïnefabriek tra il 1910 e il 1917 produceva in media 750 kg, mentre a partire dal 1918 poté aumentare la produzione fino a 1 500 kg.

### Prima e dopo la Convenzione internazionale sull'oppio del 1925
Due conferenze, che si tennero una a Shanghai nel 1909 e l'altra a l'Aia nel 1912, gettarono le basi per il controllo delle sostanze stupefacenti. Nella legge approvata dal parlamento olandese del 1919 riguardante l'oppio e le altre sostanze, la cocaina venne classifica come una sostanza stupefacente. Per i vertici della Cocaïnefabriek  ciò significò che l'azienda doveva munirsi di un permesso per la produzione e la messa in commercio della cocaina, permesso che fu successivamente concesso. All'inizio degli anni 20 l'azienda arrivò a produrre circa il 20% della cocaina prodotta su tutto il globo. 
Alla Convenzione internazionale sull'oppio del 1925 fu deciso un sistema di autorizzazioni per regolamentare le esportazioni e l'importazione di cocaina a scopo puramente medico e scientifico verso altri Stati.
I Paesi Bassi imposero nel 1928 ulteriori restrizioni per limitare la vendita di cocaina a scopi medici. Il divieto interessò anche la Cocaïnefabriek, ma non tutti gli Stati che confinavano con i Paesi Bassi ratificarono immediatamente le decisioni della Convenzione del 1925; di conseguenza l'azienda poté continuare ad esportare i suoi prodotti verso l'estero. 
Tuttavia nel 1930 la cocaina era diventata ormai un prodotto secondario e l'azienda diede inizio alla produzione di altre sostanze.

### Ultimi anni
A partire dagli anni 30 la Cocaïnefabriek iniziò a produrre oppiacei come la morfina e la codeina per sostituire la cocaina il cui commercio era ormai molto controllato. Questi due prodotti però generavano margini di profitto molto ridotti.
Allo scoppio della Seconda guerra mondiale la Cocaïnefabriek poté aumentare i propri profitti sugli oppiacei prodotti, a causa della scarsità del mercato globale. In seguito all'invasione tedesca dei Paesi Bassi incominciata il 10 maggio 1940 e terminata il 17 successivo, la Cocaïnefabriek diede inizio alla produzione di efedrina e amfetamina. La mancanza di materie prime, in particolare la paglia di papavero, ebbe ripercussioni sull'azienda e gli oppiacei iniziarono ad essere prodotti principalmente in Germania.
Dopo la fine della guerra la produzione riprese e la paglia di papavero incominciò ad essere importata dalla Turchia e dalla Jugoslavia. 
Nel 1962 le azioni della società furono acquistate dalla Koninklijke Zwanenberg Organon (KZO, successivamente Akzo). Poco dopo la KZO acquistò anche il principale rivale della Cocaïnefabriek, ovvero la VPF. I vertici della KZO riorganizzarono e fusero in un'unica azienda le due aziende precedentemente rivali. Unificarono anche la produzione e lo stabilimento della Cocaïnefabriek di Amsterdam fu chiuso spostando la produzione ad Apeldoorn.
A partire dal 1975 quel che rimane della Cocaïnefabriek fa parte della società Diosynth, controllata oggigiorno dalla multinazionale AkzoNobel.